# فارس العتيبي
فارس سعد عيد عبد الله العتيبي (14 أكتوبر 1974 - )؛ نائب في مجلس الأمة الكويتي.

## سيرته
فارس العتيبي سبق وأن عمل مُراقبًا في بلدية الكويت، وأيضًا حاز على عضوية مجلس إدارة جمعية خيطان التعاونية، حاز على عضوية مجلس الأمة الكويتي 2013 بعد خوضه الانتخابات التكميلية عن الدائرة الثالثة وحصل على المركز الثاني بعدد أصوات 2,137 صوت وفاز بالانتخابات التكميلية.

## أبرز مواقفه في مجلس الأمة
| الكتل                                          | مستقل - قبلي |
| قانون الشراكة بين القطاعين العام والخاص (2014) | موافق        |
| قانون الجرائم الإلكترونية (2015)               | موافق        |
| قانون البصمة الوراثية (2015)                   | موافق        |
| قانون المسيء (2016)                            | موافق        |

### مجلس الأمة 2020
أصدر مركز اتجاهات للدراسات والبحوث تقريرًا عن أداء فارس العتيبي في مجلس الأمة 2020، شارك في اعتصام النواب اعتراضًا على انتهاك الدستور، وقع على كل طلبات طرح الثقة وعدم التعاون بحكومة صباح الخالد.
| استجواب الوزير حمد جابر العلي (يناير 2022)              | مع الاستجواب |
| استجواب الوزير أحمد ناصر الصباح (فبراير 2022)           | مع الاستجواب |
| استجواب الوزير علي حسين الموسى (مارس 2022)              | مع الاستجواب |
| رفع الحصانة عن النائب شعيب المويزري في شكوى رئيس المجلس | غير موافق    |
| رفع الحصانة عن النائب محمد المطير                       | غير موافق    |
| رفع الحصانة عن النائب ثامر السويط                       | غير موافق    |
| رفع الحصانة عن النائب خالد مؤنس العتيبي                 | غير موافق    |